# Emil Prášek
Emil Prášek (Dub, Češka, 2. rujna 1884. - Zagreb, 1. veljače 1934.) bio je hrvatski bakteriolog i liječnik. On i supruga, pedijatrica Bronisława Prašek-Całcyńska ostavili su veliki trag u medicini Hrvatske i Bosne i Hercegovine.
Doktorirao medicinu u Beču 1908. godine. Od početka Prvog svjetskog rata radio je sa suprugom kao liječnik i bakteriolog u Sarajevu. Nakon raspada Austro-Ugarske odlučio je ostati u novoj državi. 
U Zagrebu je 1917. osnovana Medicinska škola. Prašek 1921. seli sa suprugom u Zagreb gdje je iste godine postavljen za redovnog profesora i čelnika Odjela higijene i bakteriologije na Medicinskom fakultetu. Odmah se angažirao na osnivanju patološkog i bakteriološkog instituta. 
Predstavnik je prve generacije nastavnika zagrebačkog Medicinskog fakulteta, na kojem je zbog svojih zasluga postao dekan (1922. – 1923.). 
Otac je hrvatskog liječnika, športaša, veslačkog prvaka i humanista Vladislava i dipl. šumara Vojtjeha.